# Лобода (хутор)
Лобода — хутор в Лабинском районе Краснодарского края.
Входит в состав Чамлыкского сельского поселения.

## География
На карте Краснодарского края название хутора написано «Лобода», однако на дорожных знаках название написано «Лабода».
Улицы четыре: ул. Мира, ул. Чапаева, ул. Энгельса, ул. Южная.

## Население
| 2002 | 2010 | 2023 |
| ---- | ---- | ---- |
| 165  | ↘119 | ↘93  |